# Maria Buyno-Arctowa
Maria Jadwiga Buyno-Arctowa, pseudonimy literackie Jagmin, Ciocia Mania, J. Brzostek (ur. 16 lipca 1877 w Brzezinach pod Łodzią, zm. 13 czerwca 1952 w Dobrzanowie pod Siedlcami) – polska autorka utworów dla dzieci i młodzieży, redaktorka pism dziecięcych. 

## Biografia
Była córką Adolfa, poborcy podatkowego od towarów konsumpcyjnych, i Walerii ze Szczuków. Miała sześcioro rodzeństwa. Maria do dziesiątego roku życia uczyła się w domu pod opieką guwernantki. 
Ukończyła Instytut Maryjski w Warszawie, Wyższe Kursy Żeńskie Literatury im. A. Baranieckiego w Krakowie, studiowała za granicą języki obce. Pracowała w redakcjach czasopism dla dzieci i młodzieży „Moje Pisemko” (redaktorka w latach 1902–1936, od 1902 współredaktorka, od 1905 redaktorka naczelna), „Nasz Świat” (redaktorka w latach 1910–1915), „Rozwój” (1921) i „Małe Pisemko” (1928). 
Debiutowała w 1890 wierszem Na widok trumny, wydrukowanym w piśmie „Światełko” pod pseudonimem Ciocia Mania; pierwszą książkę, rozprawę John Ruskin i jego poglądy wydała w 1901. Utwory drukowała w pismach, które redagowała, choć zwykle pod pseudonimami.  
W 1919 dołączyła do Naczelnego Komitetu Konfederacji Polskiej. W tym samym roku została wybrana radną Warszawy z ramienia Koła Narodowego. Była członkinią Towarzystwa Popierania Przemysłu i Handlu Polskiego „Rozwój” oraz Narodowej Organizacji Kobiet.  
Od sierpnia 1939 mieszkała w Dobrzanowie pod Siedlcami. Kupiła go z mężem w 1927. Po wojnie komunistyczne władze polskie skonfiskowały majątek Brzeziny. Zamknęły również wydawnictwo Michał Arct, którego była współwłaścicielką i w którym wydawała swoje książki oraz czasopismo „Moje Pisemko”. Od 1947 była członkinią Związku Literatów Polskich. Po zaostrzeniu w 1949 polityki kulturalnej została objęta zapisem cenzury – otrzymała zakaz druku, a wszystkie jej książki wycofano z bibliotek. Dopiero po 1956 pozwolono na wznowienie kilku tytułów. 
Napisała 67 książek dla dzieci i młodzieży. Do najbardziej znanych należą Kocia Mama i jej przygody (z elementami autobiograficznymi) oraz Słoneczko. W jej twórczości można wyróżnić powiastki, opowiadania, powieści obyczajowe, powieści fantastyczne, przeróbki polskich i obcych dzieł. Dokonała 14 przekładów i przeróbek polskich oraz obcych tekstów literackich (angielskie, francuskie, czeskie). 
Buyno-Arctowa była w okresie międzywojennym najpłodniejszą pisarką dla dzieci i młodzieży. Bardzo popularne były jej powieści dla dziewcząt, np. Kocią Mamę i jej przygody do 1937 r. wznawiano siedmiokrotnie. W 1930 r. ukazała się jej powieść fantastycznonaukowa Wyspa mędrców, opublikowana w „Tygodniku Przygód i Powieści” (1929–1930, nr 1–40, wznowiona w latach 1990–1991 przez wydawnictwo Alfa). Inne utwory science fiction to Zielony szaleniec („Moje Pisemko” 1933, nr 1–53, wyd. osobne 1936) i Dziecko morza („Moje Pisemko” 1934, nr 1–43, 45–52; wyd. osobne 1937).
Została pochowana na cmentarzu parafialnym w pochowana na cmentarzu parafialnym w Żeliszewie Podkościelnym.

## Życie prywatne
W 1901 wyszła za wydawcę, Zygmunta Arcta (1871–1935). Miała z nim trzech synów: Michała juniora (1904–1944), Zbysława (1906–1990), oraz lotnika i pisarza Bohdana Arcta (1914–1973). 

## Wybrana twórczość
- 1901: John Ruskin i jego poglądy
- 1902: Mysia norka (pod pseud. Ciocia Mania)
- 1902: Narcyza Żmichowska (Gabriela) i jej dzieła
- 1905: Kocia mama i jej przygody
- 1906: Na wakacjach w Zalesiu
- 1908: Grześ z Sanoka, opowiadanie historyczne z czasów Władysława Jagiełły (opracowanie według Kraszewskiego)

- 1918: Dumny smerek. Duch burzy

- 1919: Kazia "Duża"
- 1920: Słoneczko
- 1922: Ojczyzna
- 1922: Rycerz złotego serduszka
- 1923: Koledzy
- 1924: Duch górski, Dumny smerek, Duch burzy - baśnie górskie
- 1924: Wilczysko (antydat. 1923)
- 1925: Perły księżniczki Mai
- 1927: Fifinka, czyli awantura arabska
- 1927: Cudowne dziecko
- 1929: Wieś Szczęśliwa (antydat. 1928)
- 1929: Czar Baba
- 1929–1930: Wyspa mędrców
- 1931: Serca i serduszka
- 1933: Nasza maleńka
- 1934: Na wakacjach w Zalesiu
- 1935: Muzykanci podwórzowi
- 1936: Zielony szaleniec (antydat. 1935)
- 1937: Dziecko morza (antydat. 1936)
- 1938: Złota nić (antydat. 1936)
- 1939: Figa
- 1947: Kotek w bocianim gnieździe (pod pseud. Jagmin)